# Cardamine corymbosa
Cardamine corymbosa är en korsblommig växtart som beskrevs av Joseph Dalton Hooker. Cardamine corymbosa ingår i släktet bräsmor, och familjen korsblommiga växter. Inga underarter finns listade i Catalogue of Life.

## Bildgalleri

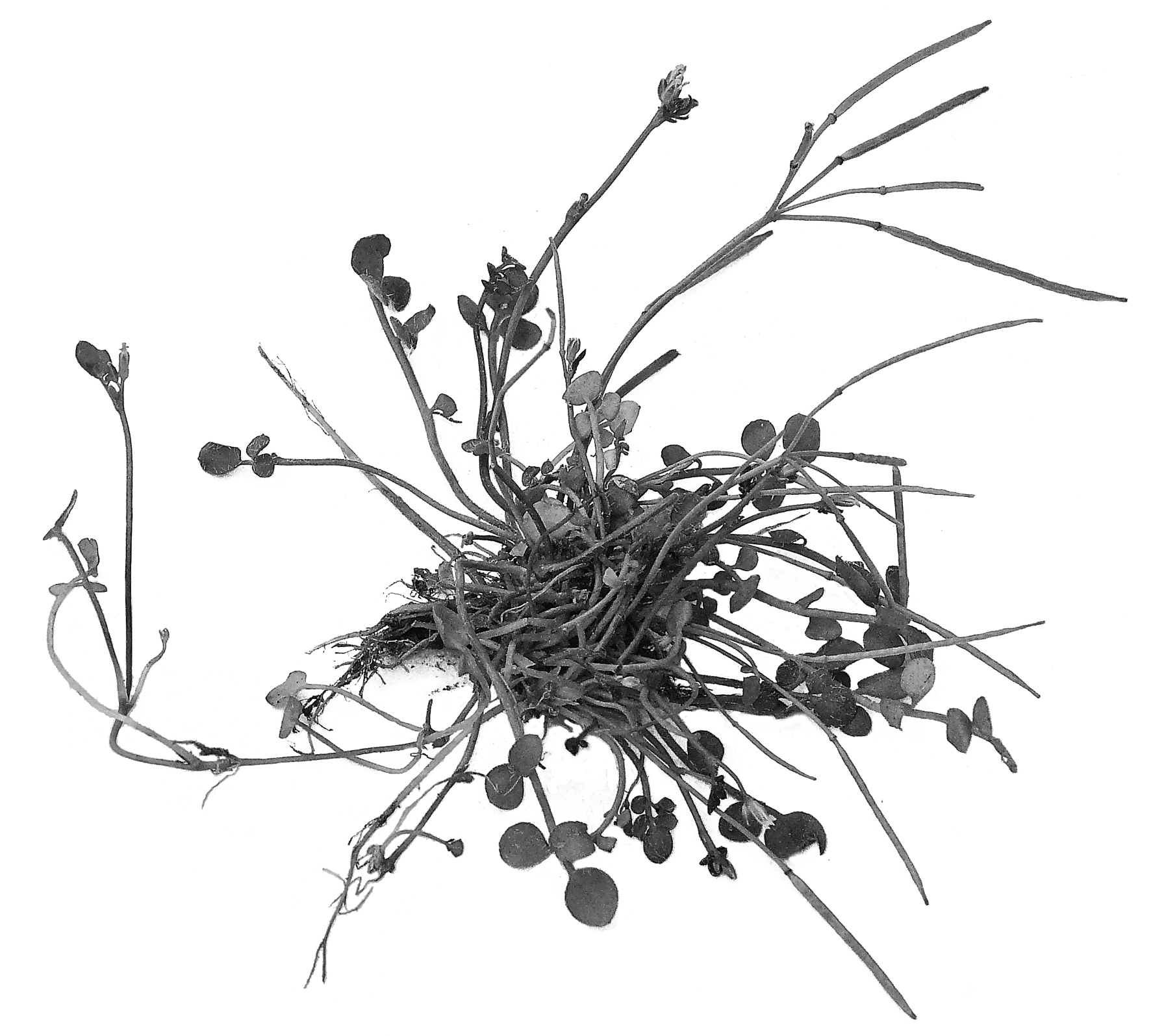